# József Tóth (1951)
József Tóth (Mosonmagyaróvár, 2 dicembre 1951 – 11 agosto 2022) è stato un calciatore ungherese, di ruolo difensore.

## Carriera

### Club
Ha giocato nella prima divisione ungherese.

### Nazionale
Ha giocato 56 partite con l'Ungheria, segnando una rete contro l'El Salvador durante il Campionato mondiale di calcio 1982.

## Palmarès

### Club

#### Competizioni nazionali
- Campionato ungherese: 2

Újpesti Dózsa: 1977-1978, 1978-1979
- Coppa d'Ungheria: 2

Újpesti Dózsa: 1981-1982, 1982-1983

#### Competizioni internazionali
- Coppa Piano Karl Rappan: 2

Újpesti Dózsa: 1978
MTK Budapest: 1985